# Дареевичи
Дареевичи — село в Стародубском муниципальном округе Брянской области.

## География
Находится в южной части Брянской области на расстоянии приблизительно 10 км по прямой на запад-северо-запад от районного центра города Стародуб.

## История
Упоминалось с 1620 года как село с Троицкой церковью, последнее здание ее было построено в 1798 (деревянное, частично сохранилось). В XVIII веке входило в Новоместскую сотню Стародубского полка. В советский период работали колхозы «Парижская коммуна» и «Рассвет». В 1859 году здесь (село Стародубского уезда Черниговской губернии) было учтено 84 двора, в 1892—142. До 2019 года входило в состав Мохоновского сельского поселения, с 2019 по 2021 в состав Запольскохалеевичского сельского поселения Стародубского района до их упразднения. Троицкая церковь ныне действует.

## Население
Численность населения: 574 человека (1859 год), 843 (1892), 447 человек в 2002 году (русские 99 %), 393 в 2010.